# Expedició Zaratiegui
L'expedició Zaratiegui, fou el nom d'una incursió de tropes carlines en territori dels partidaris de la regent Maria Cristina en el marc de la disputa pel tron d'Espanya durant la Primera Guerra Carlina. Va ser comandada pel general Juan Antonio de Zaratiegui i fou un intent de prendre Madrid l'estiu del 1837 amb un exèrcit que havia sortit del territori basco-navarrès dominat pels carlins.
L'expedició, al contrari que l'Expedició Reial, es va iniciar en secret, i el bàndol cristí no en va tenir notícies fins que el 24 de juliol va superar el riu Ebre entre Haro i Miranda de Ebro i sense trobar amb prou feines resistència, va ocupar Segòvia el 3 d'agost, trobant-se així a només 60 quilòmetres de Madrid, on va ser declarat l'estat de setge.
Quan el 1837 sortí Dom Carles amb direcció a la cort en l'expedició reial de la qual tant es prometia i hagué de retornar derrotada després d'haver arribat a les portes de Madrid, el capità general de les Províncies Basques i Navarra José Uranga, conferí a Zaratiegui el comandament d'una expedició auxiliar a Castella. L'expedició de Zaratiegui, la més reduïda atenent al nombre de tropes i la més brillant pels seus ràpids i importants triomfs, sortí de Galbarín el 20 de juliol de 1837, va vèncer la legió portuguesa a Zanbrana i passà l'Ebre al cap de dos dies per Ireio i Belorado, unint-se en terra castellana a la divisió comanada pel brigadier Goiri que havia sortit per la banda de Biscaia amb aquest objecte. Malgrat la persecució dels generals Méndez Vigo, Mir, Aldama, Lorenzo, baró de Carondolet, Azpiroz i Puig Samper, Zaratiegui entrà triomfant a Roa i Peñafiel, i el 3 d'agost es presentà davant Segòvia, on entrà per assalt i rendí l'endemà dia 4 l'alcàsser.
A Segòvia Zaratiegui feu encunyar moneda amb el bust del pretendent Carles i amb les armes i pertrets de què s'apoderà allà organitzà en pocs dies el batalló de Caçadors de Segòvia. Poc temps després d'aquesta brillant conquesta entra a La Granja de Sant Ildefons, a Las Rozas, a 3 llegües de Madrid, i té un avantatjós enfrontament amb les forces combinades dels generals que venien en la seva persecució; però havent entrat en la capital del regne el general Espartero, el carlista es retirà cap al Guadarrama i a Villacastín feu presoner el liberal Aguirre amb quasi tota la seva gent.
Mentre esperava Zaratiegui notícies dels moviments de l'expedició reial, combaté amb èxit a Abades, entrà a Aranda de Duero i Peñaranda, va batre Méndez Vigo a Nebreda el 28 d'agost, l'endemà s'apoderà de Salas de los Infantes i seguidament del Burgo de Osma i de Lerma (Burgos), on organitzà un altre batalló amb les armes recollides; entrà a Valladolid, Tordesillas, Dueñas i Medina del Campo; organitzant un altre batalló anomenat de Valladolid, i sortí d'aquesta capital cridat inoportunament per Dom Carles, el qual s'anava acostant a Madrid en petites etapes.
Però Zaratiegui rebé tard i lluny la reial ordre, i malgrat que aconseguí efectuar la unió, el desconcert regnant en l'expedició reial feu una funesta impressió als seus soldats, malgrat tot i que venia derrotada per les tropes liberals, que ell sol havia derrotat i mantenia a fre, protegí la retirada de l'exèrcit expedicionari vencent el general Lorenzo en el pont d'Aranda. Unit Zaratiegui a les mal ateses tropes de Dom Carles el 20 de setembre assistí a la sagnant acció i derrota dels carlins a Retuerta, i després d'aquesta es pronuncià en retirada amb l'infant Sebastià en direcció a les províncies basques. Després d'això seguí l'expedició sencera, en estat d'insubordinació els soldats i descontents els caps de Dom Carles.